# 西端玄汰
西端 玄汰（にしばた げんた、2002年7月21日 - ）は、ジャパンラグビーリーグワンの清水建設江東ブルーシャークスに所属するラグビーユニオン選手。

## 略歴
東福岡高等学校では、高3でウィングとして花園（全国高等学校ラグビーフットボール大会）に出場し、準決勝まで進む。
2021年、近畿大学に入る 。3年時の関西大学リーグでは全試合フルバックで先発出場。4年時には主にウィングで出場し、大学選手権（第61回全国大学ラグビーフットボール選手権大会）の準々決勝まで進んだ。
2025年1月27日、ジャパンラグビーリーグワンの清水建設江東ブルーシャークスへの入団を発表した。同年3月、近畿大学卒業。